# Noel Black
Noel Black (30 de juny de 1937 - 5 de juliol de 2014) fou un director, guionista i productor estatunidenc de cinema i televisió.
Black va néixer a Chicago, Illinois. Es va graduar en cinematografia a la Universitat de Califòrnia a Los Angeles. Black estava sota la influència de la nouvelle vague. "Desitjava que Godard i Truffaut fossin americans", va dir. "Tenia les millors intencions, però la realitat del negoci cinematogràfic estatunidenc ho va frustrar. Després de sortir de UCLA, vaig decidir assaltar la Bastilla fent un camí cap a la indústria amb un curtmetratge."
Va guanyar premis al 19è Festival Internacional de Cinema de Canes per a un curtmetratge de 18 minuts rodat el 1965 anomenat Skaterdater. No tenia diàleg, però utilitzava música i efectes sonors per avançar en la trama. Va ser nominat al premi Oscar al millor curtmetratge el 1966.
El 1968 va dirigir la pel·lícula de culte Pretty Poison, i posteriorment es va concentrar a dirigir televisió, ocasionalment dirigint pel·lícules com Private School.
Black va morir de pneumònia bacteriana a Santa Bàrbara (Califòrnia) el 5 de juliol de 2014. Tenia 77 anys.

## Filmografia parcial
- The River Boy (1964)
- Skaterdater (1965)
- ABC Stage 67 (1 episodei, 1967)
- Trilogy: The American Boy (1968) (TV)
- One Life to Live (1968)
- Pretty Poison (1968)
- Cover Me Babe (1970)
- Jennifer on My Mind (1971)
- Amy Prentiss (1974)
- Quincy, M.E. (1 episodi, 1976)
- Switch (1 episodi, 1976)
- Kojak (1 episodi, 1977)
- McCloud (1 episodi, 1977)
- I'm a Fool (1977) (TV)
- The Hardy Boys/Nancy Drew Mysteries (2 episodis, 1977)
- Mulligan's Stew (1 episodi, 1977)
- Big Hawaii (1 episodi, 1977)
- The World Beyond (1978)
- Marianne (1978)
- Hawaii Five-O (1 episodi, 1978)
- A Man, a Woman and a Bank (1979)
- The Golden Honeymoon (1980)
- A Change of Seasons (1980)
- The Other Victim (1981)
- The Electric Grandmother (1982)
- Prime Suspect (1982)
- Happy Endings (1983)
- Private School (1983)
- Quarterback Princess (1983)
- Deadly Intentions (1985)
- Promises to Keep (1985)
- A Time to Triumph (1986)
- My Two Loves (1986) (TV)
- The Twilight Zone (2 episodis, 1986–1987)
- CBS Summer Playhouse (1 episodi, 1987)
- A Conspiracy of Love (1987)
- The Town Bully (1988)
- Meet the Munceys (1988)
- Dolphin Cove (1989)
- Nightmare Classics (1 episodi, 1989)
- The Baby-Sitters Club (1 episodi, 1990)
- Over My Dead Body (1 episodi, 1991)
- The Hollow Boy (1991)
- Swans Crossing (1992)